# Ganbatyn Ojuundari
Ganbatyn Ojuundari (mong. Ганбатын Оюундарь; ur. 2002) – mongolska zapaśniczka walcząca w stylu wolnym.
Srebrna medalistka MŚ wojskowych w 2023 i brązowa w 2024. Trzecia na mistrzostwach Azji U-23 w 2023 roku.